# USS Cimarron (1862)
El USS Cimarron (1862) era un cañonero de doble extremo construido por la armada de la Unión durante la guerra de Secesión.

## Historia
El USS Cimarron, un cañonero de "doble extremo" (con dos proas, lo que le permitía navegar hacia adelante y hacia atrás sin necesidad de virar) con ruedas laterales de 860 toneladas, se construyó en Bordentown, Nueva Jersey. Encargado en julio de 1862, operó en el río James, Virginia, durante julio y septiembre de 1862, apoyando al ejército en el área y enfrentándose varias veces a las fuerzas confederadas.
El Cimarron luego se unió al Escuadrón de Bloqueo del Atlántico Sur, su asignación para el resto de la Guerra Civil. Estuvo activa a lo largo de las costas y ríos de Carolina del Sur, Georgia y Florida, participando en el bloqueo de la Confederación y atacando posiciones enemigas en tierra. Participó en ataques a fortificaciones en St. John's River, Florida, en septiembre de 1862, Charleston, Carolina del Sur, en agosto de 1863, y en Stono River, S.C., en febrero de 1864. Como bloqueadora, capturó tres premios, entre ellos el vapor Jupiter el 13 de septiembre de 1863. El Cimarron fue dado de baja en Filadelfia, Pensilvania, en agosto de 1865 y vendido en noviembre siguiente.
- Datos: Q7868362